# Tomaszowce
Tomaszowce (ukr. Томашівці) – wieś na Ukrainie, w rejonie kałuskim, obwodzie iwanofrankowskim, ok. 1342 mieszkańców. 

## Historia
W II Rzeczypospolitej miejscowość była siedzibą gminy wiejskiej Tomaszowce w powiecie kałuskim województwa stanisławowskiego. Przez wieś przepływa rzeka Bołochówka.
9 kwietnia 1944, w Wielkanoc, na polską część Tomaszowiec napadła sotnia UPA „Hajdamaky” wraz z lokalną bojówką OUN-B. Zabito 43 Polaków i spalono 300 gospodarstw.

## Dwór
- dwór wybudowany w stylu klasycystycznym otoczony niewielkim parkiem krajobrazowym[3]